# Gabriel Peignot
Gabriel Peignot, właściwie Étienne-Gabriel Peignot (ur. 15 maja 1767 w Arc-en-Barrois, zm. 14 sierpnia 1849 w Dijon), francuski bibliotekoznawca i bibliofil.

## Życie
Peignot urodził się w miasteczku Arc-en-Barrois w departamencie Górna Marna, na pograniczu Burgundii i Szampanii, w rodzinie namiestnika sądowego i deputowanego do parlamentu Pierre Claude Peignot. Gabriel otrzymał edukacje klasyczną, następnie zaczął pracować jako namiestnik sądowy (taka była wola jego ojca). Po wybuchu Wielkiej Rewolucji Francuskiej musiał chronić się wraz z całą rodziną przed przeciwnikami politycznymi. W 1790 roku porzucił posadę sędziego i został księgarzem, a po upaństwowieniu szkolnictwa we Francji bibliotekarzem w Szkole Centralnej departamentu Haute-Saône w Vesoul. Tam też, zgodnie z zaleceniem ówczesnego ministra spraw wewnętrznych, rozpoczął prowadzenie kursów bibliograficznych, czyli poświęconych znajomości książek. Po reformach szkolnictwa średniego i wyższego dokonanych przez Napoleona w latach 1802 i 1806 Peignot objął urząd dyrektora Królewskiego Kolegium i inspektora Akademii w Lyonie.
Peignot był dwukrotnie żonaty, z drugą żoną Anne-Denise Juif miał dwoje dzieci: syna i córkę. W ciągu całego swojego życia aktywnie uczestniczył w działalności różnych towarzystw naukowych oraz prowadził bogatą korespondencję z uczonymi z całej Europy. Posiadał cenny księgozbiór, był bowiem również wielkim miłośnikiem książek. Pod koniec życia popadł w biedę, o czym może świadczyć fakt, że po jego śmierci w 1849 roku przeprowadzono zbiórkę pieniędzy na jego pogrzeb.

## Twórczość
- Petite bibliothèque choisie, Paris, 1800
- Manuel Bibliographique,  Paris, Villier, 1801.
- Dictionnaire raisonné de bibliologie, Paris, Antoine-Augustin Renouard, 2 vol., 1802 et Supplément, 1804

„Dictionnaire raisonné de bibliologie” – okazało się fundamentalne dla kształtowania się teorii tej nauki, a Peignot'a uznano za „ojca bibliologii”. Dzieło opublikowane w Paryżu w 1802 r. Wydano w 2 tomach (pierwotnie), a w 1803 r. wydano tom 3 – suplement. Miało charakter kompilacyjny, ale żywo reagujący na intensywny wzrost wiedzy o książce, odzwierciedlało stan świadomości dotyczący problematyki w epoce. Jedna z pierwszych encyklopedii specjalistycznych, prezentujących naukę o książce w sposób szeroki tematycznie i przeglądowo, dlatego na teorie w niej zawarte uczeni często się powoływali i wielokrotnie je cytowali. Wzorem innych prac oświeceniowych Peignot zamieścił obszerny podtytuł, starając się dość szczegółowo zaprezentować treść swojego słownika. Zawartość dzieła:
1. Gł. terminy stosowane w bibliografii, sztuce typografii, dyplomatyce, dotyczące języków, archiwów, rękopisów, medali itd.
2. Dokładne noty historyczne o gł. bibliotekach dawnych i współczesnych, o najsławniejszych drukarzach z adnotacji o najlepszych wydaniach.
3. Różne systemy bibliografii, określił też swoje dzieło jako przydatne bibliotekarzom, archiwistom, drukarzom itp.
Suplement tworzył ponad 600 nowych haseł dotyczących problematyki przedstawionej w zarebie gł. słownika, a dołączone tablice synoptyczne uzupełniają i systematyzują wiedzę bibliologiczną. Ostatecznie zostało opublikowane w układzie alfabetycznym. Można dzieło zaliczyć do encyklopedii specjalistycznych.
- Essai de curiosités bibliographiques, Paris, Antoine-Augustin Renouard, (An) XIII-1804.
- Dictionnaire critique, littéraire et bibliographique des principaux livres condamnés au feu, supprimés ou censurés, précédé d'un discours sur ces sortes d'ouvrages, Paris, Antoine-Augustin Renouard, 2 vol., 1802.
- Essai de curiosités bibliographiques, 1804
- Répertoire de Bibliographies Spéciales, Curieuses et Instructives, contenant la Notice raisonnée, 1. Des Ouvrages imprimés à petit nombre d'exemplaires; 2. Des livres dont on a tiré des exemplaires sur papier de couleur; 3. des livres dont le texte est gravé; et 4. des Livres qui ont paru sous le nom d'Ana. Le tout rédigé et publié avec des remarques historiques, littéraires et critiques,  Paris, Renouard & Allais, 1810.
- Répertoire bibliographique universel. Contenant la Notice raisonnée des Bibliographies spéciales publiées jusqu'à ce jour, Etc.  Paris, Antoine-Augustin Renouard, 1812.
- Traité du Choix des Livres, contenant 1 Des observations sur la nature des ouvrages les plus propres à former une collection peu considérable, mais précieuse sous le rapport du goût; 2 Des recherches littéraires sur la prédilection particulière,  Paris et Dijon, Antoine-Augustin Renouard et Victor Lagier, 1817.
- Recherches sur les ouvrages de Voltaire, 1817
- Précis historique des concordats, pragmatiques, etc., 1817
- Mélanges littéraires, philologiques et bibliographiques, 1818
- Recherches historiques, littéraires et bibliographiques sur la vie et les ouvrages de M. de La Harpe, 1820.
- Essai chronologique sur les hivers les plus rigoureux, depuis 396 ans av. J. C., jusqu'en 1820 inclusivement; suivi de quelques recherches sur les effets les plus singuliers de la foudre, depuis 1676, jusqu'en 1821, Paris et Dijon, A.-A. Renouard et V. Lagier, 1821.
- Variétés, notices et raretés bibliographiques, 1822
- Manuel du Bibliophile, ou Traité du Choix des Livres, Contenant des développements sur la nature des ouvrages les plus propres à former une collection précieuse, Dijon, Victor Lagier, 1823 (réédition augmentée du Traité du choix des livres).
- Amusemens philologiques, ou Variétés en tous genres, Dijon, Victor Lagier, 1824.
- Recherches sur la Danse des morts et sur l'origine des cartes à jouer, 1826
- Documents authentiques et détails curieux sur les dépenses de Louis XIV, en bâtiments et chateaux royaux (particulièrement Versailles); en gratifications et en pensions accordées aux savans, gens de lettres et artistes, depuis 1663; en établissemens, monumens, etc., etc. d'après un manuscrit du temps de Colbert, récemment découvert à Dijon, Paris et Dijon, Jules Renouard et Victor Lagier, 1827.
- Choix de testamens anciens et modernes, remarquables par leur importance, leur singularité, ou leur bizarrerie, Dijon et Paris, Victor Lagier et Renouard, 1829.
- Histoire d'Hélène Gillet, ou Relation d'un Evenement Extraordinaire et Tragique, Survenu a Dijon dans le XVIIth Siecle; Suivie d'une Notice sur des Lettres Grace Singulieres, Expediees au XVIe Siecle... Par un Ancien Avocat,  Dijon, Victor Lagier, 1829.
- Recherches historiques sur la personne de J.-C., sur celle de Marie et sur sa famille, 1829
- La Champagne vengée, ode anacréontique dédiée à tous les gourmets, amis de leur pays. Par un Bourguignon resté Champenois. Dijon, Decailly et Cretenet, 1830. Publication anonyme, citée par Georges Vicaire qui n'en indique pas l'auteur. Il pourrait s'agir de Peignot, bien que ses trois bibliographes Simonnet, R Deschamps et P. Milsand ne citent pas ce titre. C'est une imitation en français de la célèbre ode de Coffin sur le vin de Champagne. L'auteur précise qu'il offre ce poème à ses anciens comme à ses nouveaux compatriotes, comme Champenois qui depuis plus de vingt ans, n'a qu'à se louer de l'accueil des Bourguignons.
- Essai historique sur la liberté d'écrire chez les anciens et au moyen age; sur la liberté de la presse depuis le quinzième siècle, et sur les moyens de répression dont ces libertés ont été l'objet dans tous les temps; avec beaucoupt d'anecdotes et de notes; suivi d'un tableau synoptique de l'état des imprimeries en France, en 1704, 1739, 1810, 1830, et d'une chronologie des lois sur la presse de 1789 a 1831, Paris, Crapelet, 1832.
- Nouvelles Recherches Chronologiques, Littéraires et Philologiques sur la Vie et les Ouvrages de Bernard de la Monnoye, 1832.
- Histoire morale, civile, politique et littéraire du charivari, depuis son origine, vers le IVè siècle par le Docteur Calybariat; suivi du complément de l'histoire des charivaris par Eloi-Christophe Bassinet, Paris, Librairie Delaunay, 1833.
- Essai analytique sur l'origine de la langue française, et sur un recueil de monumens de cette langue, Mémoires de l'Académie des Sciences, Arts et Belles-Lettres de Dijon, 1834.
- Essai sur la reliure des livres, 1834
- Recherches sur les autographes et sur l'autographie, 1836
- Recherches sur Le Luxe des Romains dans leur Ameublement avec des notes, Dijon, Victor Lagier, 1837.
- Recherches sur le tombeau de Virgile au mont Pausilippe, 1841
- Le Livre des singularités par G.P. Philomneste auteur des amusements philologiques, Dijon et Paris, Victor Lagier & Pelissonnier, 1841.
- Catalogue d'une partie des livres composant la bibliothèque des Ducs de Bourgogne, au XVe Siècle. Seconde édition revue et augmentee du catalogue de la bibliothèque des Dominicains historiques, philologiques et bibliographiques, Dijon, 1841.
- Predicatoriana ou révélations singulières et amusantes sur les prédicateurs, entremêlées d'extraits piquants des sermons bizarres et facétieux, prêchés tant en france qu'à l'étranger, notamment dans les xve, xvie et xviie siècles, suivies de quelques mélanges, Dijon,  Victor Lagier, 1841.
- Notice chronologique de tous les Souverains, Princes et Princesses d'Europe qui ont péri de mort violente ou qui ont été exposés aux attentats des assassins de 1487 à 1840, Paris, Aug. Aubry, 1865.
- L'illustre Jacquemart de Dijon.